# بنبله
بنبله (به عربی: بنبلة) یک منطقهٔ مسکونی در تونس است که در استان منستیر واقع شده‌است. بنبله ۱۶٬۰۱۸ نفر جمعیت دارد.